# Interstate 390
Pour les articles homonymes, voir Route 390.
L'Interstate 390 (I-390) est une autoroute auxiliaire de 76,06 miles (122,41 km) dans l'État de New York. Le terminus sud de l'autoroute est à la Southern Tier Expressway (I-86 et NY 17) dans la ville d'Avoca. Son terminus nord est à la jonction avec l'I-490 (Western Expressway) à Gates, juste à l'ouest de Rochester. Au nord de l'I-490, la route se poursuit comme NY 390 jusqu'à la Lake Ontario State Parkway à Greece. L'I-390 est reliée à son autoroute principale, l'I-90 (New York State Thruway), à Henrietta, une banlieue sud de Rochester. La route est connue comme la Genesee Expressway entre Avoca et l'I-590 à Brighton, où elle devient partie de la Rochester Outer Loop.
En plus de desservir Rochester, l'I-390 sert de lien autoroutier important entre la région métropolitaine de Rochester et Corning ainsi que le reste du sud de l'État de New York.

## Description du tracé
Dans le segment sud, la majeure partie de l'autoroute, l'I-390 est une autoroute peu fréquentée et dispose de deux voies dans chaque direction. En se rapprochant de Rochester, elle s'élargit et le trafic devient plus dense dans la ville.

### Comtés de Steuben et de Livingston
L'I-390 débute à la jonction avec l'I-86 / NY 17 à l'est d'Avoca dans le comté de Steuben. L'autoroute se dirige vers le nord-ouest à travers la vallée de la rivière Cohocton jusqu'à Cohocton, où l'autoroute cesse de longer la rivière. L'I-390 grimpe graduellement alors qu'elle dépasse Cohocton pour éventuellement bifurquer vers l'ouest jusqu'au sud de Wayland.

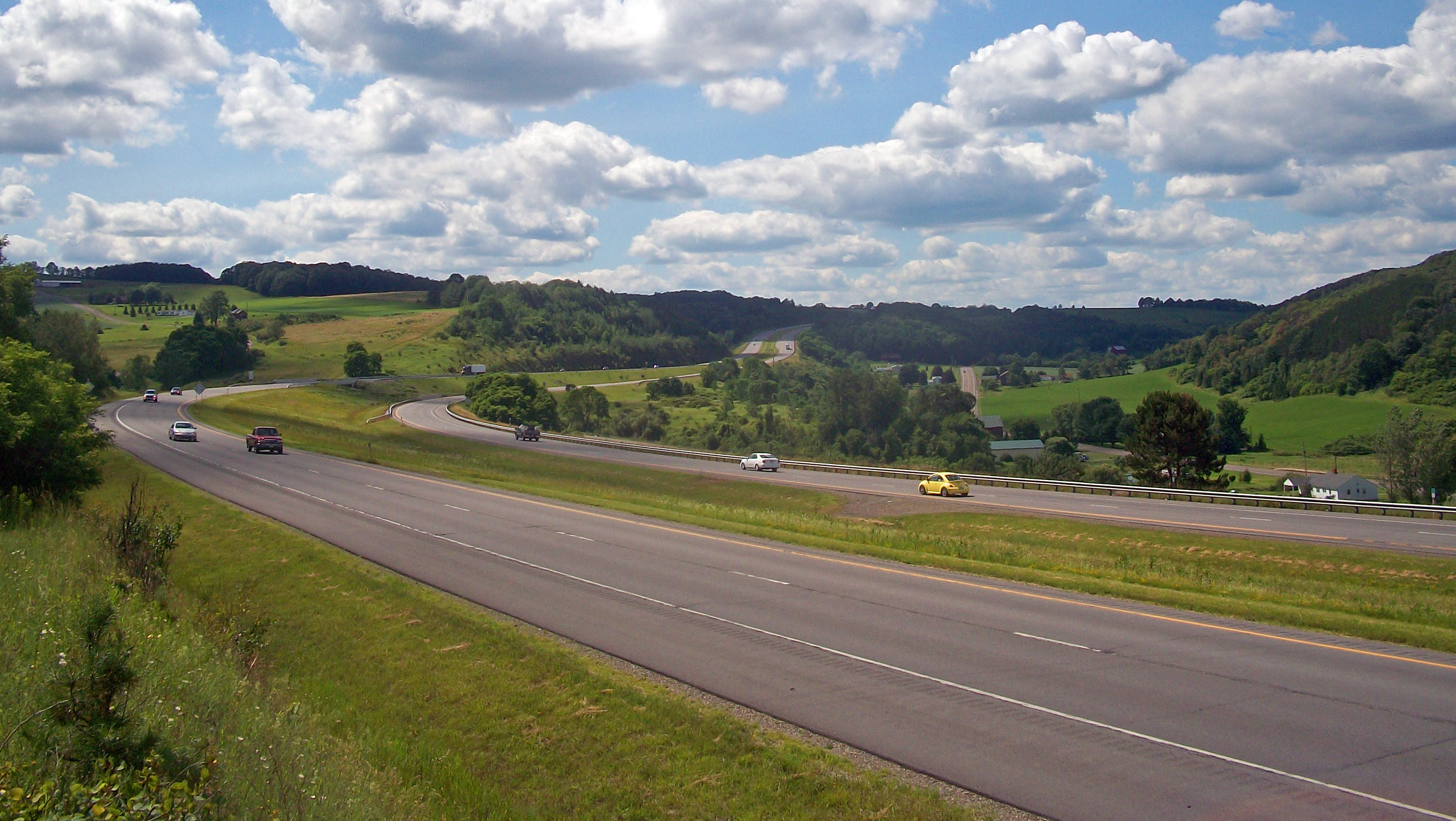
I-390 près de Cohocton.

La route grimpe à nouveau et dessine une longue courbe au sud de Dansville, en entrant dans le comté de Livingston. Elle descend et s'oriente vers le nord-ouest. L'autoroute continue son tracé vers le nord-ouest en passant par West Sparta. À l'est de Mount Morris, l'autoroute se dirige vers le nord, puis vers le nord-est.
C'est à partir de cet endroit que le trafic se densifie quelque peu en direction de Buffalo. L'autoroute passe à l'est de Geneseo et bifurque pour suivre une orientation vers le nord. L'autoroute croise la US 20, vers Avon, et entre dans les limites du comté de Monroe.

### Comté de Monroe
Alors que l'I-390 se dirige vers le nord dans les limites sud du comté, les environs deviennent plus résidentiels et commerciaux qu'ils ne l'étaient dans les portions plus au sud. À Henrietta, l'I-390 rencontre l'I-90 (New York State Thruway). Au-delà de l'I-90, l'I-390 continue de parcourir les banlieues sud de Rochester et le centre commercial de Henrietta. Plus au nord, l'I-390 atteint un échangeur avec le terminus sud de l'I-590. Alors que l'I-590 contourne Rochester par l'est, l'I-390 la contourne par l'ouest.
L'autoroute longe le Canal Érié, traverse la rivière Genesee et longe l'Aéroport international du Grand Rochester.
Elle termine son parcours vers le nord-ouest jusqu'à sa jonction avec l'I-490, son terminus nord ; puis se continue vers le nord comme NY 390.

## Liste des sorties
| Interstate 390            |                           |       |        |        |                                                                         | |
| Comté                     | Municipalité              | mi    | km     | Sortie | Intersections / Destinations                                            | Notes |
| Steuben                   | Avoca                     | 0,00  | 0,00   | —      | I-86 / NY 17 (en) / Southern Tier Expressway – Jamestown, Binghamton    | Sortie 36 de l'I-86                                                                                            |
| Steuben                   | Avoca                     | 2,04  | 3,28   | 1      | Vers NY 415 (en) – Avoca                                                | |
| Steuben                   | Cohocton                  | 11,12 | 17,90  | 2      | Vers NY 415 (en) – Cohocton, Naples                                     | |
| Steuben                   | Wayland                   | 16,75 | 26,96  | 3      | NY 15 (en) nord / NY 21 (en) – Wayland                                  | |
| Livingston                | North Dansville           | 12,84 | 36,76  | 4      | NY 36 (en) – Dansville, Hornell                                         | |
| Livingston                | North Dansville           | 24,19 | 38,93  | 5      | NY 36 (en) – Dansville, Aéroport                                        | |
| Livingston                | Groveland                 | 32,96 | 53,04  | 6      | NY 36 (en) – Mount Morris, Letchworth State Park, Sonyea                | Sonyea indiqué en direction sud, Mount Morris et Letchworth Park indiqués en direction nord                    |
| Livingston                | Groveland                 | 38,77 | 62,39  | 7      | NY 63 (en) / NY 408 (en) – Geneseo, Mount Morris, Letchworth State Park | Mount Morris et Letchworth Park indiqués en direction sud, Geneseo indiqué en direction nord                   |
| Livingston                | Geneseo                   | 48,05 | 77,33  | 8      | US 20A – Lakeville, Conesus Lake, Geneseo                               | Geneseo indiqué en direction sud, Lakeville et Conesus Lake indiqués en direction nord                         |
| Livingston                | Avon                      | 51,50 | 82,88  | 9      | NY 15 (en) – Avon, Lakeville, Conesus Lake                              | Lakeville et Conesus Lake indiqués en direction sud, Avon indiqué en direction nord                            |
| Livingston                | Avon                      | 54,59 | 87,85  | 10     | US 20 / NY 5 (en) – Avon, Lima                                          | |
| Monroe                    | Rush                      | 61,94 | 99,68  | 11     | NY 15 (en) / NY 251 (en) – Rush, Scottsville                            | |
| Monroe                    | Henrietta                 | 65,86 | 105,99 | 12     | I-90 Toll ouest / NY 253 (en) (Lehigh Station Road) – Albany, Buffalo   | Indiqué sortie 12A (NY 253) et 12B (I-90 / Thruway) en direction sud; sortie 46 de l'I-90                      |
| Monroe                    | Henrietta                 | 67,28 | 108,28 | 13     | Hylan Drive – Mall                                                      | |
| Monroe                    | Henrietta                 | 68,37 | 110,03 | 14     | NY 15A (en) (East Henrietta Road) / NY 252 (en) (Jefferson Road)        | Indiqué sortie 14A (NY 252) et 14B (NY 15A) en direction sud                                                   |
| Monroe                    | Limite Henrietta–Brighton |       |        | 15B    | Brighton-Henrietta Townline Road                                        | Sortie direction sud seulement                                                                                 |
| Monroe                    | Brighton                  | 70,29 | 113,12 | 15A    | I-590 nord – Centre-ville de Rochester, Irondequoit                     | Indiqué sortie 15 en direction nord; Irondequoit indiqué en direction sud, Rochester indiqué en direction nord |
| Monroe                    | Brighton                  | 71,69 | 115,37 | 16     | NY 15A (en) (East Henrietta Road) / NY 15 (en) (West Henrietta Road)    | Indiqué sortie 16A (NY 15) et 16B (NY 15A) en direction sud                                                    |
| Monroe                    | Brighton                  |       |        | —      | Kendrick Road                                                           | Entrée direction nord seulement                                                                                |
| Monroe                    | Chili                     | 73,09 | 117,63 | 17     | NY 415 (en) (Scottsville Road)                                          | |
| Monroe                    | Limite Rochester–Gates    | 73,80 | 118,77 | 18     | NY 204 (en) (Brooks Avenue) – Aéroport                                  | Indiqué sortie 18A (est) et 18B (ouest)                                                                        |
| Monroe                    | Gates                     | 74,51 | 119,91 | 19     | NY 33A (en) (Chili Avenue)                                              | |
| Monroe                    | Gates                     | 75,86 | 122,08 | 20     | I-490 – Rochester, Buffalo                                              | Indiqué sortie 20A (est) et 20B (ouest); sortie 9A-B de l'I-490                                                |
| Monroe                    | Gates                     | 75,86 | 122,08 | —      | NY 390 (en) nord – Greece                                               | La route continue au nord comme NY 390                                                                         |
| - Péage - Accès incomplet |                           |       |        |        |                                                                         | |